# حجفار (المسيمير)

تعديل مصدري - تعديل

حجفار هي إحدى قرى عزلة المسيمير بمديرية المسيمير التابعة لمحافظة لحج، بلغ تعداد سكانها 410 نسمة حسب تعداد اليمن لعام 2004.